# Sredněuralsk
Sredněuralsk (rusky Среднеуральск) je město ve Sverdlovské oblasti v  Ruské federaci. Při sčítání lidu v roce 2010 měl přes dvacet tisíc obyvatel.

## Poloha a doprava
Sredněuralsk leží na východním okraji Středního Uralu na východním břehu Iseťské přehradní nádrže na Iseti, levém přítoku Tobolu v povodí Obu. Od Jekatěrinburgu, správního střediska oblasti, je vzdálen přibližně pětadvacet kilometrů severně. Bližší větší město je Verchňaja Pyšma přibližně pět kilometrů východně. S oběma zmíněnými městy má Sredněuralsk přímé silniční spojení.

## Dějiny
Sredněuralsk byl založen v roce 1931 v souvislosti s výstavbou tepelné elektrárny. Od roku 1966 je městem.

## Hospodářství
Ve městě je Sredněuralská tepelná elektrárna o výkonu 1,5 MW  provozována společností Enel Rossija.